# Adell
Adell és una població dels Estats Units a l'estat de Wisconsin. Segons el cens del 2000 tenia 517 habitants.

## Demografia
Segons el cens del 2000, Adell tenia 517 habitants, 207 habitatges, i 144 famílies. La densitat de població era de 391,4 habitants per km².
Dels 207 habitatges en un 32,9% hi vivien nens de menys de 18 anys, en un 54,1% hi vivien parelles casades, en un 9,2% dones solteres, i en un 30% no eren unitats familiars. En el 23,7% dels habitatges hi vivien persones soles el 10,6% de les quals corresponia a persones de 65 anys o més que vivien soles. El nombre mitjà de persones vivint en cada habitatge era de 2,5 i el nombre mitjà de persones que vivien en cada família era de 2,97.
Per edats la població es repartia de la següent manera: un 25,9% tenia menys de 18 anys, un 9,9% entre 18 i 24, un 27,9% entre 25 i 44, un 23,6% de 45 a 60 i un 12,8% 65 anys o més.
L'edat mediana era de 35 anys. Per cada 100 dones de 18 o més anys hi havia 104,8 homes.
La renda mediana per habitatge era de 51.000 $ i la renda mediana per família de 55.179 $. Els homes tenien una renda mediana de 40.104 $ mentre que les dones 24.659 $. La renda per capita de la població era de 21.166 $. Aproximadament el 2,8% de les famílies i el 3,6% de la població estaven per davall del llindar de pobresa.

## Poblacions més properes
El següent diagrama mostra les poblacions més properes.